# Dezamortyzacja
| architekci dezamortyzacji |       |
|                           |       |
| Mendizábal                | Madoz |

Dezamortyzacja (hiszp. desamortización) – hiszpański proces zainicjowanej przez państwo i regulowanej ustawowo redystrybucji ziemi; polegał on najpierw na wywłaszczaniu terenów będących pod kontrolą różnych instytucji (głównie Kościoła Katolickiego i wspólnot komunalnych), a następnie ich sprzedaży na licytacjach.
Początki dezamortyzacji datuje się na lata 60. XVIII wieku, a ostatnie dotyczące jej regulacje zostały zniesione w roku 1924. Przyjmuje się jednak, że zasadnicza faza procesu trwała w latach 1830–1860. Początkowo celem reform było ratowanie zagrożonego bankructwem skarbu państwa. Aczkolwiek motywy finansowe nadal odgrywały znaczną rolę, w okresie rządów liberałów dezamortyzacja stała się narzędziem walki z żywiołami konserwatywnymi: miała osłabić Kościół oraz wzmocnić burżuazję. W zależności od tego, jak definiowany jest termin dezamortyzacja, wielkość objętej nią powierzchni szacuje się na 13–20 mln ha, czyli 25–40% powierzchni kraju i 40–60% terenów uprawnych. Najbardziej intensywny charakter miała w południowej części kraju, w najmniejszym zakresie dotknęła północne wybrzeże atlantyckie.
Najważniejszym skutkiem procesu była likwidacja postfeudalnych form gospodarki rolnej oraz zastąpienie ich stosunkami kapitalistycznymi. W wymiarze ekonomicznym przyniósł on wzrost produkcji rolnej. W wymiarze socjalnym dezamortyzacja doprowadziła do pauperyzacji mas chłopskich i w konsekwencji narastania napięć społecznych na wsi. W wymiarze ekologicznym jej rezultatem była katastrofalna deforestacja Hiszpanii, a w kulturowym utrata części dziedzictwa artystycznego kraju. Cele reformatorów w większości nie zostały osiągnięte. Sanacja finansów publicznych okazała się krótkoterminowa, aczkolwiek pozycja Kościoła została znacząco osłabiona, pozostał on kluczowym graczem na krajowej scenie politycznej. Beneficjentem dezamortyzacji okazała się nie warstwa średnia, ale latyfundyści i wielka burżuazja.

## Nazwa

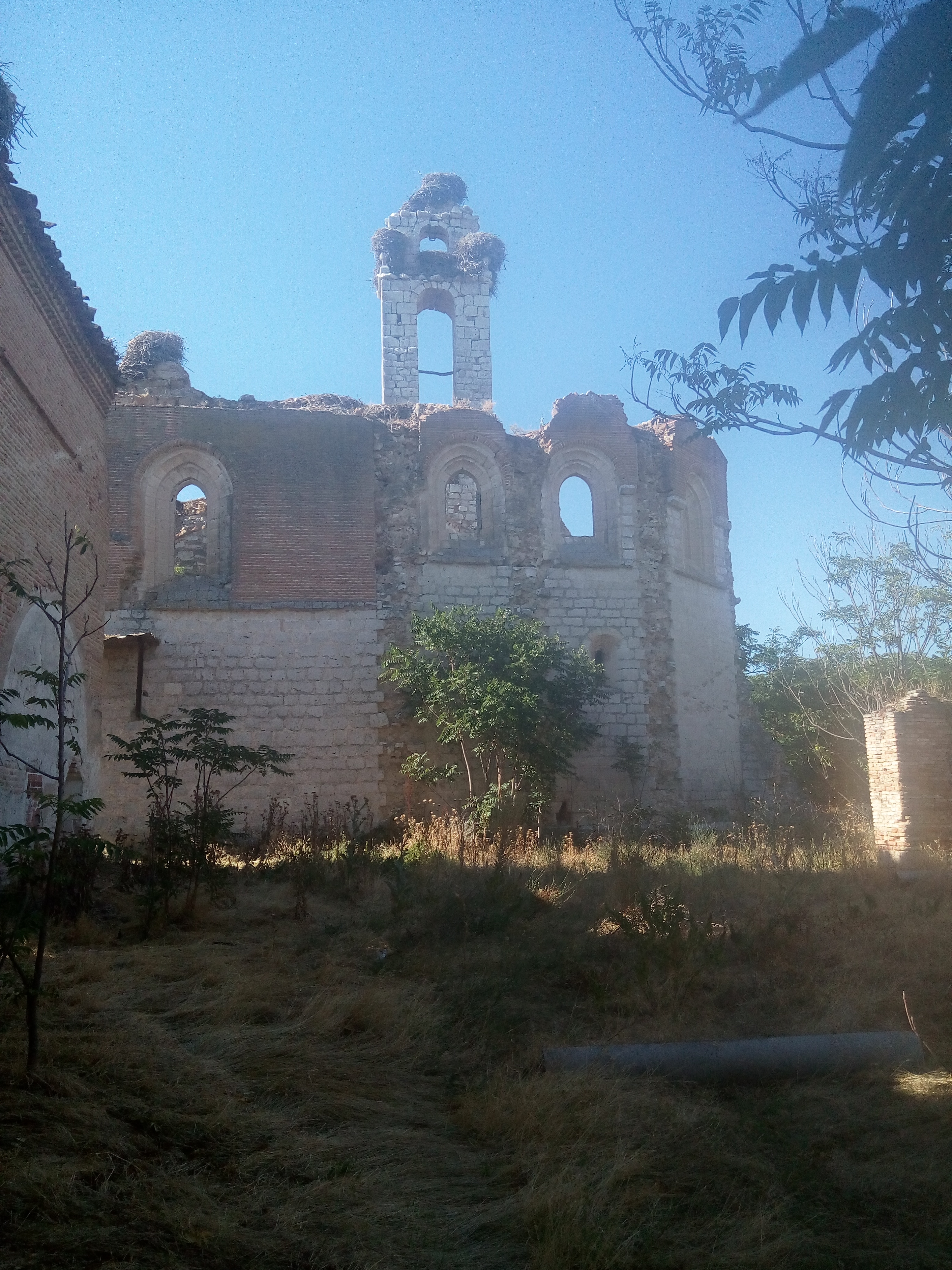
ruiny klasztoru kartuzów, prowincja Valladolid

W nowożytnej Europie terminem „amortyzacja” określano gromadzenie dóbr martwej („morte”) ręki, najczęściej przez instytucje kościelne (zakony, klasztory, parafie, biskupstwa itp), rzadziej komunalne (wiejskie, gminne, miejskie), niekiedy również inne (np. instytucje charytatywne, oświatowe lub zakony rycerskie). Dobra te w znacznej części sprowadzały się do własności ziemskiej; w przypadku amortyzacji nie podlegała ona dziedziczeniu, podziałowi ani sprzedaży. Najczęściej grunty te pozostawały własnością konkretnej instytucji, nierzadko jednak mogła ona być wieczystym użytkownikiem; niekiedy status prawny był niejasny lub pozostawał w zawieszeniu, ale na mocy prawa zwyczajowego grunt pozostawał pod kontrolą np. zakonu czy gminy. Już w średniowieczu na kontynencie pojawiła się tendencja do ograniczania tego procesu. W Polsce dążyła do tego przede wszystkim szlachta, w innych krajach częściej inicjatorem była administracja królewska. Tak też stało się w Hiszpanii, gdzie próby ustawowego ograniczania, a potem likwidacji dóbr martwej ręki pojawiły się w drugiej połowie XVIII wieku. Od lat 20. XIX wieku zaczęto określać je jako „dezamortyzacja” (hiszp. desamortización). Ostatecznie termin wszedł do powszechnego użytku – również w obiegu historiograficznym – na określenie szerokiego procesu wymuszonych przez państwo zmian własności rolnej, również tej nie będącej oryginalnie dobrami martwej ręki.
Termin „dezamortyzacja” w odniesieniu do hiszpańskich reform własnościowych funkcjonuje w języku polskim oraz w niektórych innych językach na zasadzie kalki językowej, np. ang. „desamortization”, niem. „Desamortisation”, franc. „désamortissement”. Nie uległa ona jednak pełnej leksykalizacji i może być myląca, zwłaszcza w kontekście standardowego, związanego z finansami i księgowością terminu „amortyzacja”. Stąd w niektórych przypadkach podejmowane są próby zastąpienia terminu innym; w języku angielskim mówi się niekiedy o konfiskacie (ang. „confiscation”), nacjonalizacji (ang. „nationalization”), wywłaszczeniu (ang. „expropriation”) lub demajoryzacji (ang. „disentailment”). Na gruncie polskim niektórzy autorzy preferują termin „wywłaszczenie”, a część z nich uważa „desamortización” za próbę semantycznego zamaskowania bezprawnej, rewolucyjnej natury procesu. Także w polskich syntezach historiograficznych terminu „dezamortyzacja” używa się w cudzysłowie, niekiedy zastępując go określeniem „przejęcie”, choć są też historycy posługujący się tą nazwą bez zastrzeżeń. W historiografii polskiej istnieje tendencja do ograniczania znaczenia terminu do procesu dotyczącego gruntów przejętych od Kościoła, z pominięciem terenów komunalnych. W historiografii hiszpańskiej niekiedy traktuje się oba procesy osobno, mówiąc o „desamortización eclesiástica” i „desamortización civil”. Niektórzy historycy hiszpańscy także mówią o "dezamortyzacji" jedynie w kontekście własności kościelnej, a procesy dotyczące dóbr komunalnych i majoratów określają jako "desvinculación"; polski przekład nie tłumaczy tego terminu.

## Mechanizm

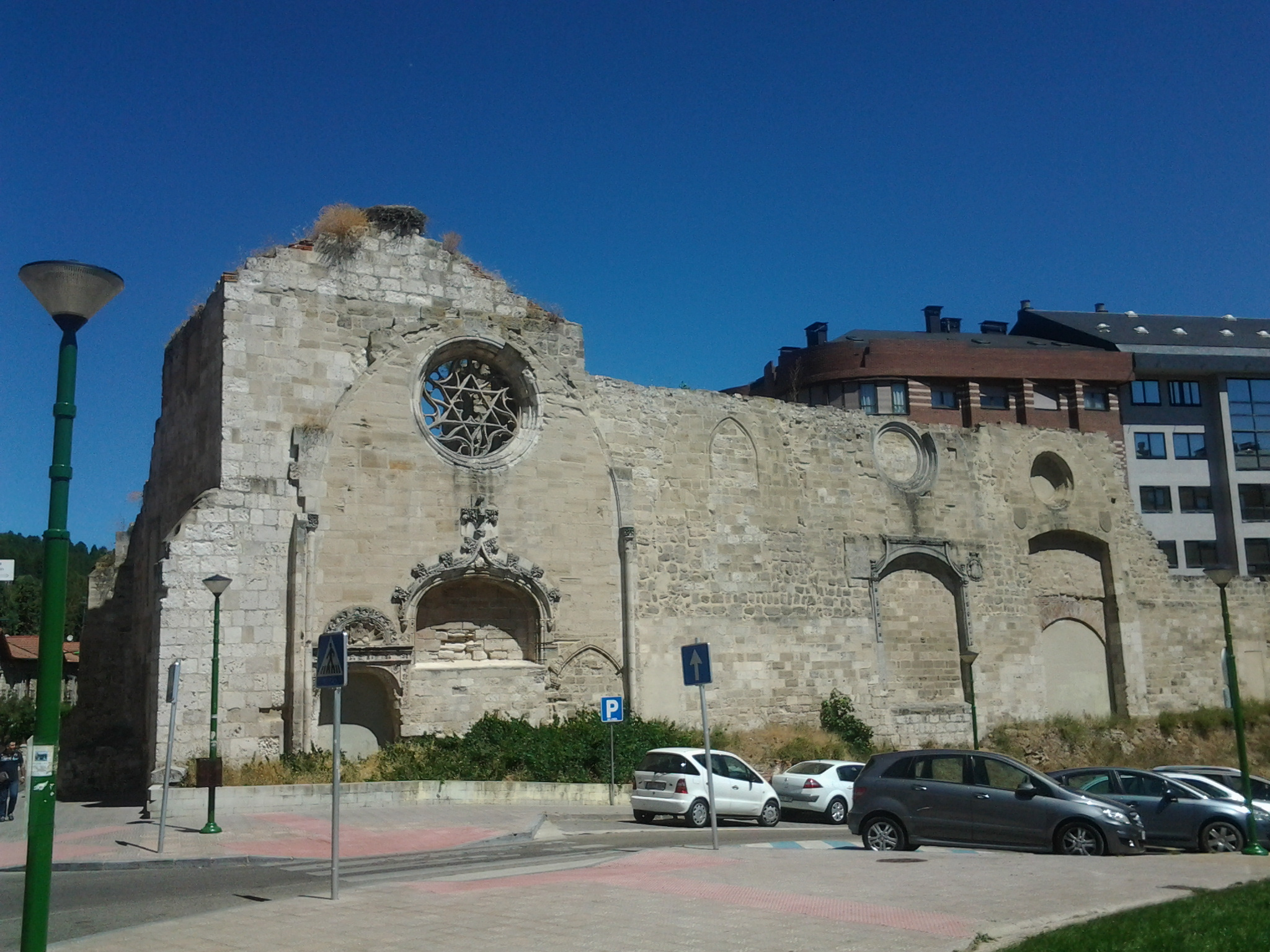
ruiny klasztoru franciszkanów, prowincja Burgos

Ramy prawne procesu są niezwykle szerokie i zróżnicowane. Za ich początki część historyków uważa zestaw dokumentów wydanych przez Radę Kastylii z roku 1766, określanych jako Pesquisa reservada. Dlaszy ciąg stanowi królewska legislacja o różnym charakterze (auto acordado, pragmatica sanción) z okresu późnego absolutyzmu, opracowana przez ministrów takich jak Campomanes czy Jovellanos, a zwłaszcza Godoy. W okresie napoleońskim wydano dekrety z 17 czerwca 1812 i 13 września 1813, derogowane w okresie restauracji Ferdynanda VII, a następnie przywrócone i uzupełnione 9 sierpnia 1820 i 1 października 1820. Jednak podstawę masowego procesu dezamortyzacyjnego stanowi królewski dekret z 19 lutego 1836 oraz ustawa z 29 lipca 1837, obie opracowane przez Mendizabala; zostały one uzupełnione przez ustawę z 2 września 1841, prawdopodobnie autorstwa Espartero. Nowe ramy procesowi nadała tzw. Ley Madóz z 1 maja 1855 roku. W drugiej połowie XIX wieku wydawano już tylko akty prawne niższego rzędu, uszczegóławiające istniejącą infrastrukturę prawną lub reklasyfikujące określone tereny, zwłaszcza tzw. Catálogo de Montes z roku 1896. Za koniec dezamortyzacji uznaje się tzw. Estatuto Municipal, czyli ustawę regulującą ustrój samorządowy Hiszpanii, opracowaną przez Calvo Sotelo i wydaną w roku 1924; ostatecznie derogowała ona formalnie obowiązujące ustawy dezamortyzacyjne.
Istotą większości aktów prawnych określających zasady dezamortyzacji było wywłaszczenie dotychczasowych właścicieli lub instytucji bezterminowo użytkujących grunty; w niektórych przypadkach przejmowano mienie po zlikwidowanych podmiotach prawnych, np. po skasowanym zakonie jezuitów. O ile regulacje ery późnego absolutyzmu przewidywały odszkodowanie zbliżone do wartości gruntu, o tyle potem, zwłaszcza w czasie tzw. Trienno Liberal i okresie izabelińskim, odszkodowania miały wymiar symboliczny, oscylujący wokół 3%. Przejmowane tereny przechodziły na własność państwa; początkowo była to tzw. Caja de Amortización, a potem bezpośrednio skarb koronny. Następnie królewscy geodeci dzielili przejęte tereny na mniejsze działki; skala fragmentacji wahała się w zależności od rejonu kraju, klasy gruntów i rodzaju terenu. Ostatnim krokiem była publiczna licytacja działek; płatność często odraczano lub rozkładano na długoletnie raty. Zwłaszcza do połowy XIX wieku skala korupcji była duża i część licytacji była fikcją; tzw. dezamortyzacja Madoza wprowadziła dodatkowe regulacje które wyeliminowały wiele patologii, niemniej aż do końca proces sprzedaży związany był z dużym zakresem uznaniowości. Duża część wywłaszczonych gruntów nie została zlicytowana, ale stała się przedmiotem cesji, sprzedaży arbitralnej, dzierżawy lub kolonizacji. Niektórzy historycy do dezamortyzacji zaliczają również sprzedaż terenów, które nie zostały wywłaszczone, np. należały do korony lub innych instytucji państwowych.

## Skala i dynamika

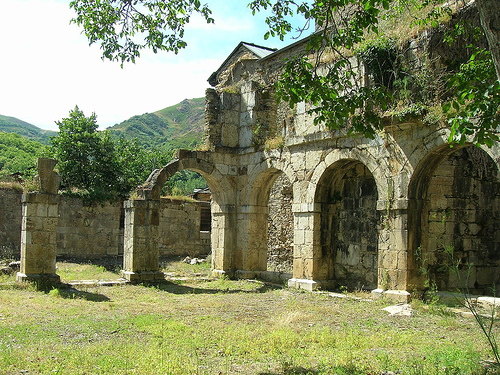
ruiny klasztoru benedyktynów, prowincja León

W XX wieku historycy uważali, że proces sprzedaży na licytacjach wywłaszczonych terenów objął między 7 mln ha a 10 mln ha; z czasem szacunki te podwyższono do ok. 13 mln ha. Obszar ten znacznie się zwiększy, jeśli w zakres dezamortyzacji włączyć również wywłaszczoną własność która nie została sprzedana w drodze licytacji, ale zmieniła właścicieli na mocy innych mechanizmów; podobnie jeśli do dezamortyzowanego areału zaliczyć również licytowane tereny które nigdy nie zostały wywłaszczone. Tak szeroko rozumiana dezamortyzacja od roku 1766 do roku 1924 objąć miała wg różnych szacunków od 18 mln ha do 20 mln ha. Wąsko rozumiana dezamortyzacja objęła ok. 20% całej powierzchni kraju, ok. 30% powierzchni użytków rolnych (wliczając łąki, sady, pastwiska, torfowiska, jeziora) i 40% całości ziemi uprawnej (tj. gruntów ornych i terenów winnic); szeroko rozumiana objęła proporcjonalnie większy odsetek. Brak jest szacunków dotyczących oryginalnego przeznaczenia dezamortyzowanych terenów. Istnieje pogląd, że oryginalnie grunty orne stanowiły na nich ok. 50%, jednak w wyniku ekstensyfikacji gospodarki rolnej przez nowych właścicieli odsetek ten znacznie wzrósł, głównie kosztem lasów, pastwisk i wielofunkcyjnych obszarów znanych jako dehesa.
Tempo dezamortyzacji było bardzo nierównomierne, w początkowym oraz schyłkowym okresie obejmując niewielki odsetek gruntów. Szacuje się, że ok. 75% całego objętego procesem areału zmieniło właścicieli w ciągu ok. 60 lat, od połowy lat 30. do połowy lat 90. XIX wieku; w czasie dezamortyzacji Mendizabala w latach 1830–1841 ok. 1,2 mln ha, a w czasie dezamortyzacji Madoza w latach 1855–1895 ok. 6,7 mln ha. Brak jest systematycznych danych o oryginalnym pochodzeniu dezamortyzowanych gruntów, chociaż w kluczowym okresie dwa razy większy obszar przejęto od wspólnot lokalnych niż od Kościoła. Skala procesu była bardzo nierówna w zależności od rejonu kraju; generalnie najmniejsza była na północy (Galicja, Asturia, Kantabria, Baskonia) i na wyspach (Baleary, Wyspy Kanaryjskie), a największa na południu (Andaluzja, Estremadura, Nowa Kastylia, La Mancha). W kluczowym okresie 1835-1895 około jedną trzecią całości wpływów z tytułu dezamortyzacji skarb państwa odnotował w pięciu spośród 50 prowincji: Madryt, Sevilla, Badajoz, Toledo i Cáceres. Spośród ok. 651 tysięcy działek, które zlicytowano, najwięcej znajdowało się w Starej Kastylii i León (151 tys.), Nowej Kastylii (111 tys.) i Andaluzji (99 tys.); na przeciwległym biegunie znajdowały się Baleary (1 tys.), Wyspy Kanaryjskie (2. tys.) i Baskonia (2 tys.). Już nigdy w Hiszpanii nie osiągnięto nawet zbliżonej skali przemian; reforma rolna z okresu II Republiki (1931-1936) objęła ok. 0,9 mln ha, a rewolucyjne ekspropriacje z okresu wojny domowej (1936-1939) ok. 5,5 mln ha.

## Periodyzacja

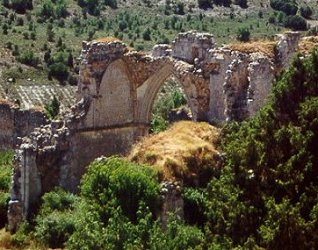
ruiny klasztoru premonstrantów, prowincja Palencia

W historiografii nie ma całkowitej zgody co do periodyzacji procesu dezamortyzacyjnego, a w obiegu są różne propozycje; dla jednych podstawą segmentacji może być zróżnicowanie własności podlegającej dezamortyzacji, dla innych zasadnicze cele reform, a jeszcze dla innych intensywność i przyjęte ramy prawne.
- antecedencje (1766-1798): procesem objęto dobra po rozwiązywanym właśnie zakonie jezuitów oraz niewielką część dóbr municypalnych. Niektórzy historycy nie uznają tych reform za część procesu dezamortyzacyjnego i jego rozpoczęcie datują na rok 1798.
- dezamortyzacja Godoya (1798-1808): przejmowanie za rekompensatą dóbr o mieszanym, kościelno-świeckim charakterze w ramach tworzenia tzw. Funduszu Amortyzacyjnego. Niektórzy historycy datują koniec tego okresu na rok 1813[38], inni nie uznają tych reform za część procesu dezamortyzacji[39].
- dezamortyzacja wczesnoliberalna (1808-1823): reforma o charakterze niesystematycznym i zróżnicowanym. Jej pierwsza faza trwała w latach 1812–1813, od przyjęcia liberalnej Konstytucji z Kadyksu do powrotu na tron Ferdynanda VII. Jej druga faza miała miejsce w latach 1820–1823, w czasie tzw. Trienno Liberal.
- dezamortyzacja Mendizabala (1836-1854): jedna z dwu zasadniczych faz dezamortyzacji. Jej obiektem była niemal wyłącznie własność Kościoła, tak zakonów jak kleru diecezjalnego[40]. Część historyków wydziela okres 1844-1854 jako tzw. dezamortyzację Espartero, kiedy proces miał mniej konfrontacyjny charakter.
- dezamortyzacja Madoza (1855-1895): druga z dwu zasadniczych faz procesu. Kontynuowano nadal wywłaszczenia dóbr kościelnych, ale 2/3 zysków uzyskano ze sprzedaży przejętych dóbr komunlanych oraz dóbr instytucji charytatywnych i wychowawczych. Na szeroką skalę podjęto także sprzedaż dóbr państwowych[41].
- epilog (1895-1924): okres wygasania procesu dezamortyzacyjnego. Wywłaszczeń w zasadzie już nie prowadzono, proces sprowadzał się do sprzedaży terenów wywłaszczonych wcześniej oraz ziem należących do korony[38].

## Kontekst polityczny

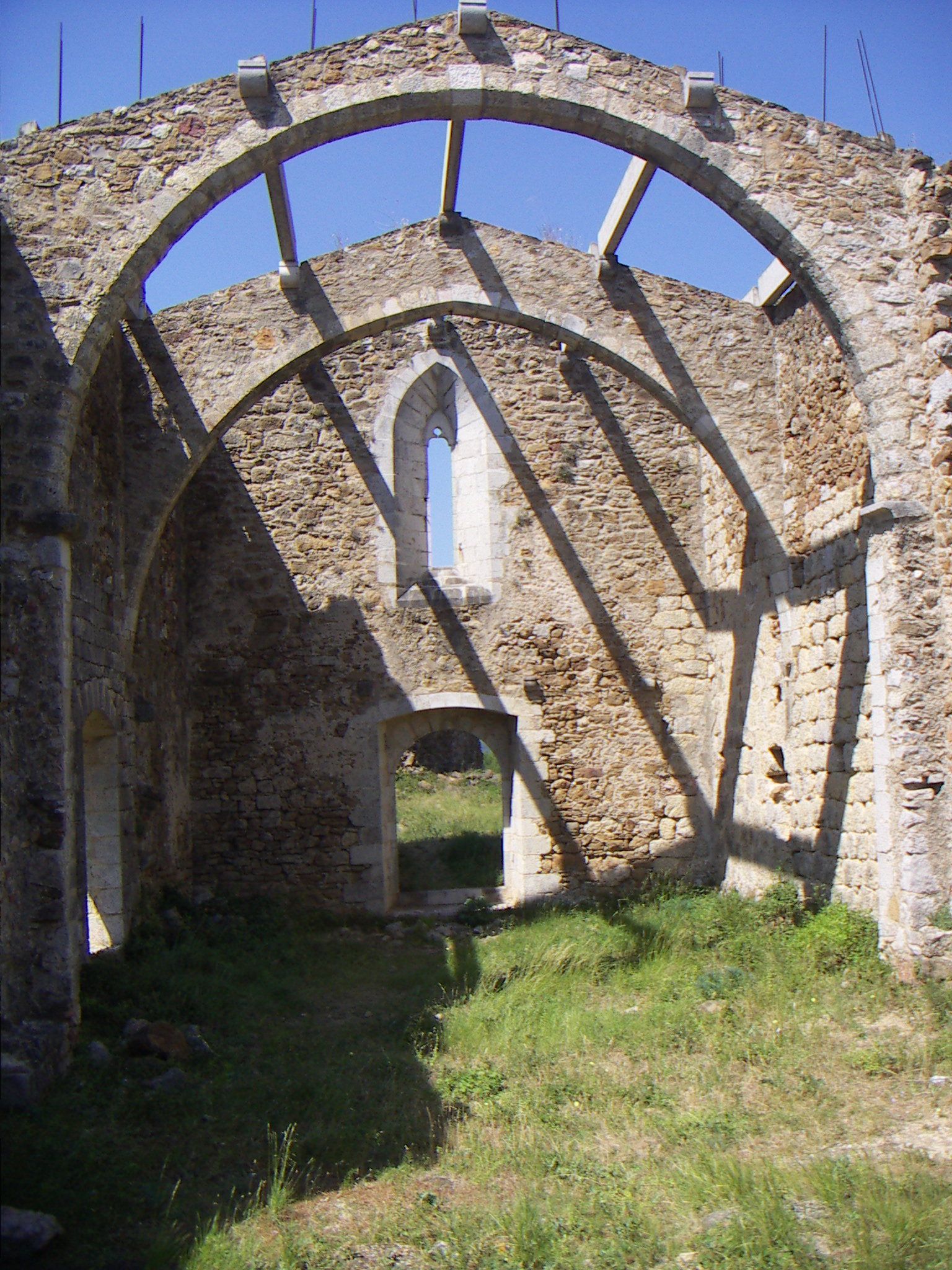
ruiny klasztoru augustianów, prowincja Gerona

Zapoczątkowane w okresie osiemnastowiecznego absolutyzmu działania proto-dezamortyzacyjne były wynikiem walki politycznej. Ich początkowym celem byli jezuici, których Karol III uznał za zagrożenie dla swojej absolutnej władzy; przejęcie dóbr pojezuickich było raczej skutkiem niż przyczyną usunięcia zakonu z kraju. Proces ten był na tyle sprawny i zyskowny, że zainspirował Godoya do jego rozszerzenia, tym razem jednak obliczonego w zasadzie wyłącznie na ratowanie zagrożonego bankructwem skarbu królewskiego. Motywy polityczne odgrywały rolę równie istotną co finansowe w okresie wczesnej dezamortyzacji liberalnej, choć zyskały na znaczeniu zwłaszcza w jej drugiej fazie, tj. w okresie Triennio Liberal. W tym czasie podjęto szereg reform inspirowanych przez żywioły gwałtownie antyklerykalne wzorujące się na rewolucyjnej Francji, tzw. exaltados; ich celem było utorowanie drogi radykalnym liberalnym zmianom. Reformy te były wymierzone w pozycję Kościoła, uważanego za ostoję starego reżimu. Podjęte kroki wywłaszczeniowe były jednym z elementów tej kampanii; zmierzała ona do podcięcia ekonomicznych podstaw funkcjonowania zakonów, a zwłaszcza odrodzonego w Hiszpanii zakonu jezuitów. W okresach nawrotu rządów absolutystycznych (1814-1820, 1823-1833) wywłaszczenia wstrzymywano.
Rozpoczęta w połowie lat 30. XIX wieku tzw. dezamortyzacja Mendizabala miała wyraźny kontekst polityczny. Mendizábal, weteran ruchu exaltados, zamierzył ją jako element przemian politycznych, które w płaszczyźnie ideologicznej promowały liberalizm, ekonomicznej kapitalizm, a społecznej burżuazję. Ich celem było osłabienie, a w miarę możliwości marginalizacja polityczna Kościoła oraz budowa silnej warstwy średniej, mającej być podporą nowego reżimu. Liczono zwłaszcza na stworzenie wiejskiej burżuazji, która jako spodziewany beneficjent dezamortyzacji stałaby się wraz z miejską inteligencją elementem społecznej bazy rządów liberalnych. Ugrupowania umiarkowane, określane jako moderados, również opowiadały się za dezamortyzacją, ale w formacie mniej wolnorynkowym, z większym uwzględnieniem praw poprzednich właścicieli i bardziej równomierną dystrybucją ziemi. Z kolei żywioły konserwatywne gwałtownie się jej przeciwstawiały; największym wrogiem dezamortyzacji byli karliści. W zależności od konfiguracji politycznej proces przyspieszał lub zwalniał; po okresie dominacji exaltados w latach 30. nastąpiło spowolnienie dezamortyzacji w okresie tzw. Decada Moderada (1844-1854), ponownie przyspieszenie w czasie tzw. Biennio Progresista (1854-1856), de-eskalacja w czasie rządów Unii Liberalnej oraz ponowna intensyfikacja podczas tzw. Sexennio Democrático (1868-1874). W latach 90. proces był w sporej części zakończony i konflikty polityczne na jego tle stały się bezprzedmiotowe.

## Opór wobec dezamortyzacji

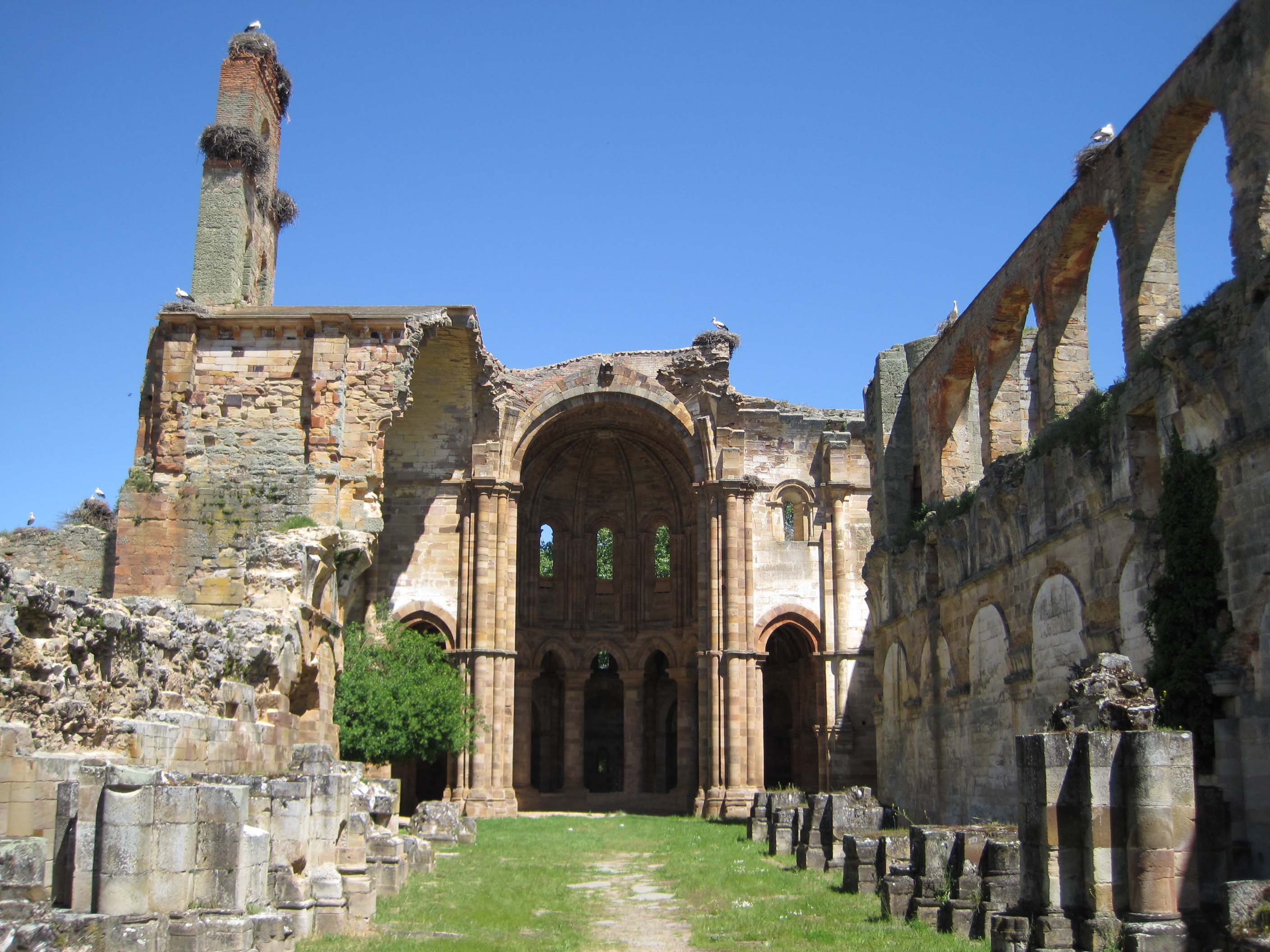
ruiny klasztoru cystersów, prowincja Zamora

Reformy uderzające w pozycję kleru były od początku oprotestowywane przez Kościół Katolicki, ale dopiero po przyjęciu konstytucji z Kadyksu (1812-1813) i w okresie tzw. Trienno Liberal (1820-1823) stosunki państwo-kościół nabrały charakteru otwartej konfrontacji. Po ponownym objęciu władzy przez liberałów antagonizm ten odnowił się na różnych płaszczyznach, przy czym kwestia dezamortyzacji – obok np. kontroli państwa nad nominacjami biskupimi, szkolnictwa kościelnego, wolności wyznania – była tylko jedną z wielu. Episkopat hiszpański starał się unikać frontalnego starcia, choć systematycznie domagał się od papiestwa interwencji, np. w liście 26 biskupów do Grzegorza XVI z roku 1839. Lokalnie opaci czy proboszczowie usiłowali niekiedy sabotować czy obchodzić ustawy dezamortyzacyjne, ale zjawisko to nigdy nie nabrało masowego charakteru. W latach 40. napięcie zmalało, a ustawa Ley de Donación de Culto y Clero z roku 1845 przewidywała nawet zwrot terenów, które nie zostały jeszcze zlicytowane. W konkordacie z roku 1851 Kościół uznał utratę dezamortyzowanych dóbr w zamian za stałe subwencje państwowe dla różnych kategorii kleru oraz drastyczne ograniczenie wywłaszczeń, które istotnie odtąd skoncentrowały się przede wszystkim na dobrach komunalnych.
Masy chłopskie sprzeciwiały się dezamortyzacji głównie poprzez akces do karlizmu. Ruch ten powstał na tle sporów dynastycznych w łonie Burbonów hiszpańskich, niemniej podziały te nałożyły się na spory o charakterze ideowym; jako ruch modelowo kontr-rewolucyjny, karlizm za swojego wroga uznał przede wszystkim liberalizm. Zwalczał forsowaną przez liberałów dezamortyzację jako zagrożenie dla tradycjonalistycznych form gospodarowania i związanych z nimi struktur społecznych, jako proces wymierzony w religię i Kościół, oraz jako promocję bezwzględnego systemu opartego na rządach pieniądza. Aczkolwiek Pierwsza Wojna Karlistowska (1833-1840) i Trzecia Wojna Karlistowska (1872-1876) miały charakter wielowątkowych wojen domowych, to obrona wiejskich wspólnot komunalnych oraz tradycyjnych relacji wieś-Kościół stanowiły istotne czynniki mobilizujące chłopstwo do szeregów karlistowskich. Istnieje mniejszościowy nurt historiograficzny, który fenomen karlizmu rozpatruje przede wszystkim w kategoriach sprzeciwu mas ludowych wobec bezwzględnych, kapitalistycznych porządków. Większość historyków skłania się jednak ku tezie, że karlizm jako ruch społeczny był zjawiskiem wielowymiarowym, a obrona tradycyjnych form gospodarki rolnej stanowiła jedynie jeden z elementów, odpowiedzialnych za jego popularność. Niektórzy wskazują też, że wiejski anarchizm, który pojawił się zwłaszcza na południu Hiszpanii na przełomie XIX i XX wieku, stanowił reakcją na stosunki własnościowe będące skutkiem dezamortyzacji.

## Skutki

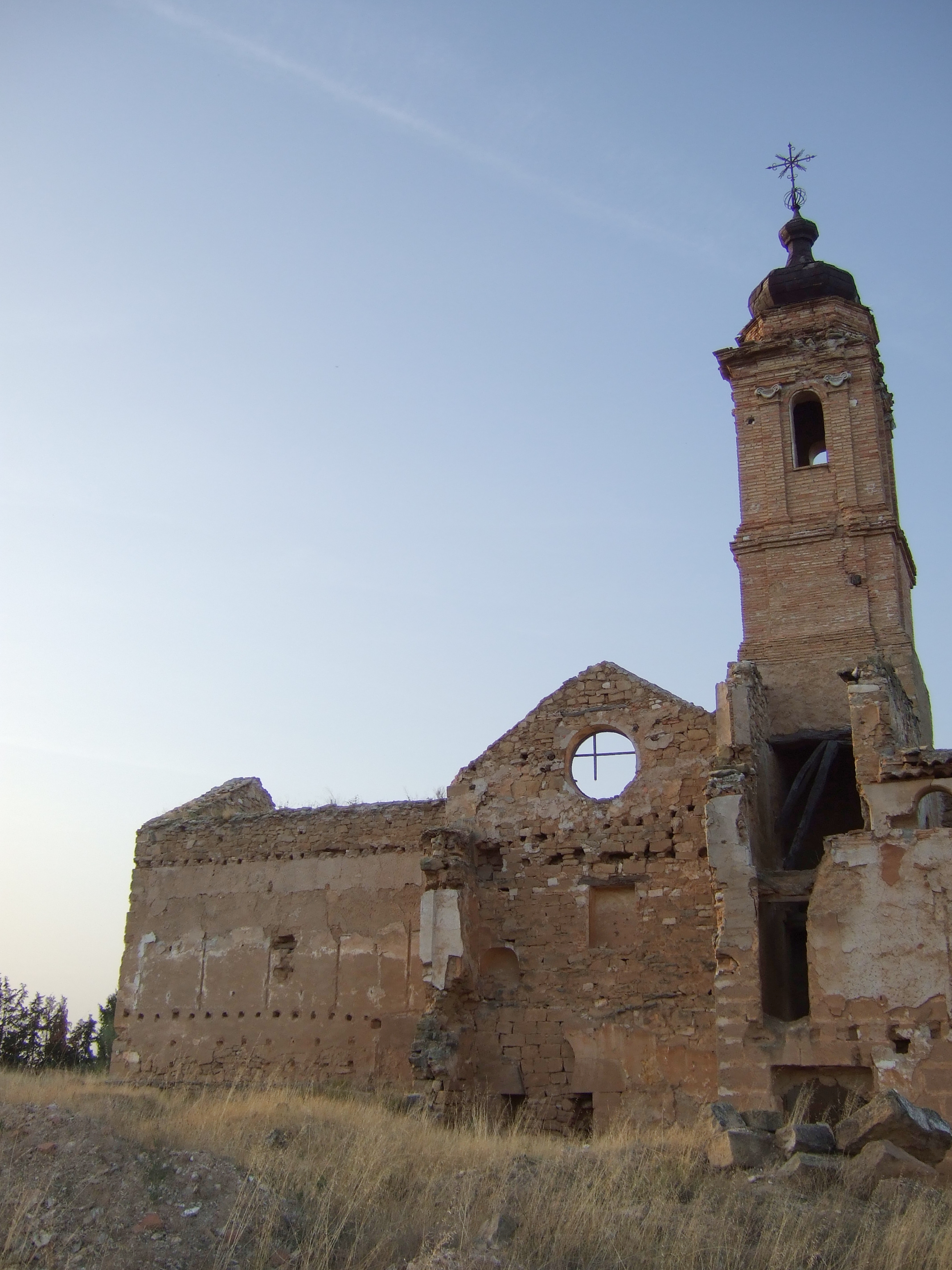
ruiny klasztoru trapistek, prowincja Saragossa

- W ogólnym planie społeczno-ekonomicznym dezamortyzacja była jednym z kluczowych mechanizmów przejścia od systemu feudalnego do systemu kapitalistycznego. W jej ramach doszło do marginalizacji, a potem likwidacji tradycyjnych form zależności (np. dzierżawy w zamian za rentę produktową) i gospodarowania (np. dóbr komunalnych), oraz do wprowadzenia na wsi zasad opartych na pieniądzu i prawach rynku. Przejście to wiązało się też ze zmniejszeniem roli niektórych podmiotów, zwłaszcza Kościoła i wspólnot municypalnych, na rzecz nowych, przede wszystkim miejskiej burżuazji[52].
- W warstwie gospodarczej podstawowym skutkiem dezamortyzacji był wzrost produkcji rolnej. Dokonał się on nie w drodze intensyfikacji, ale głównie poprzez powiększanie terenów uprawnych. Szacuje się, że dezamortyzacja doprowadziła do zwiększenia całkowitego areału ziemi ornej o 4–5 mln ha[53], głównie w wyniku karczowania lasów oraz rekultywacji łąk i pastwisk, a w pewnym stopniu również dzięki pracom irygacyjnym. Z drugiej strony, strategia ekstensyfikacyjna skutkowała brakiem inwestycji i niewielkim stopniem postępu technologicznego w rolnictwie[54]. Rekultywacja pastwisk przyniosła ograniczenie hodowli, zwłaszcza owiec.
- Powiększanie areału ziemi uprawnej doprowadziło do gigantycznej deforestacji Hiszpanii. Aczkolwiek proces pomniejszania się terenów leśnych trwał od wieków, z powodu dezamortyzacji uległ on ogromnemu przyspieszeniu, zwłaszcze że wg różnych szacunków, od 3 do 7 mln ha dezamortyzowanych terenów stanowiły lasy[55]. Sama dezamortyzacja Madoza przyniosła zmniejszenie powierzchni leśnej o ok. 15%[56]. Niektórzy autorzy mówią w tym kontekście o katastrofie ekologicznej kraju, porównywalnej z deforestacją Anglii w okresie wielkiej rewolucji przemysłowej[57].
- Reformy dezamortyzacyjne spowodowały przepadek części dziedzictwa kulturowego kraju. Podcięcie ekonomicznych podstaw funkcjonowania wielu klasztorów lub innych instytucji kościelnych doprowadziło do ich zamknięcia; miało to miejsce zwłaszcza w okresie tzw. dezamortyzacji Mendizabala. Część znajdujących się tam dzieł sztuki (manuskrypty, inkunabuły, obrazy, rzeźby, naczynia liturgiczne itd) zaginęła, a opuszczone budynki poklasztorne i kościoły na ogół popadły w ruinę[58]. Z drugiej strony, część przejętych dóbr stała się podstawą utworzonego w roku 1836 Museo Nacional[59] i innych muzeów, np. w Sewilli.
- W planie społecznym dezamortyzacja doprowadziła do pauperyzacji mas chłopskich. Tradycyjna eksploatacja dóbr kościelnych odbywała się na ogół na korzystnych dla wsi warunkach; klasztor nie był zainteresowany prowadzeniem gospodarki towarowo-pieniężnej i zadowalał się stałą rentą finansową lub produktową. Eksploatacja dóbr komunalnych odbywała się na jeszcze bardziej opłacalnych warunkach. Nowi właściciele dążyli natomiast do maksymalizacji zysków i śrubowali czynsze dzierżawne; wymagali również opłat za dostęp do byłych terenów komunalnych, np. wspólnych pastwisk[60].
- W wyniku dezamortyzacji znacznemu osłabieniu uległa pozycja Kościoła Katolickiego. Choć nadal był on drugim (po Koronie) największym właścicielem ziemskim, to w sporej części utracił niezależne podstawy ekonomiczne, a ostatecznie duży odsetek kleru przeszedł na utrzymanie państwa. Według ogólnych szacunków tylko w latach 1835–1855 zlikwidowano ok. 2 tys. klasztorów, a liczba zakonników i zakonnic zmniejszyła się o 30 tysięcy. Miało to negatywne skutki dla wsi, np. w zakresie szkolnictwa, transferu technologii czy opieki zdrowotnej[61].
- W dłuższej perspektywie dezamortyzacja przyczyniła się nie do stabilizacji, ale do destabilizacji społecznej kraju. Wbrew planom nie stworzyła szerokiej wiejskiej warstwy średniej; nabywcami licytowanych dóbr okazali się głównie latyfundyści i miejska burżuazja, w mniejszej części bogatsi chłopi, a jedynie w niewielkim stopniu małorolni[62]. W rezultacie doszło do pogłębienia dywersyfikacji majątkowej na wsi i stworzenia znacznych dysproporcji w strukturze agrarnej, zwłaszcza na południu kraju. W przyszłości przyczyni się to do ogromnych napięć społecznych i popularności radykalnych ruchów politycznych[63]. W roku 1936 rząd Frontu Ludowego przygotował nawet ustawę, która miała zwrócić gminom i wspólnotom wiejskim (ale nie Kościołowi) tereny zdezamortyzwane w XIX wieku.[64]